# Liste der Biografien/Taw
Liste der Biografien |
Portal Biografien |
Personensuche
# |
A |
B |
C |
D |
E |
F |
G |
H |
I |
J |
K |
L |
M |
N |
O |
P |
Q |
R |
S |
T |
U |
V |
W |
X |
Y |
Z |
?
 
Ta |
Tc |
Te |
Tf |
Tg |
Th |
Ti |
Tj |
Tk |
Tl |
Tm |
To |
Tq |
Tr |
Ts |
Tu |
Tv |
Tw |
Tx |
Ty |
Tz
 
Taa |
Tab |
Tac |
Tad |
Tae |
Taf |
Tag |
Tah |
Tai |
Taj |
Tak |
Tal |
Tam |
Tan |
Tao |
Tap |
Taq |
Tar |
Tas |
Tat |
Tau |
Tav |
Taw |
Tax |
Tay |
Taz
Die Liste der Biografien führt alle Personen auf, die in der deutschsprachigen Wikipedia einen Artikel haben. Dieses ist eine Teilliste mit 43 Einträgen von Personen, deren Namen mit den Buchstaben „Taw“ beginnt.

## Taw

### Tawa
- Tawada, Yōko (* 1960), japanische Schriftstellerin
- Tawadros II. (* 1952), ägyptischer Geistlicher, Patriarch von Alexandrien und Papst des Stuhls des heiligen Markus (Koptische Kirche)Tawadros II. (* 1952)

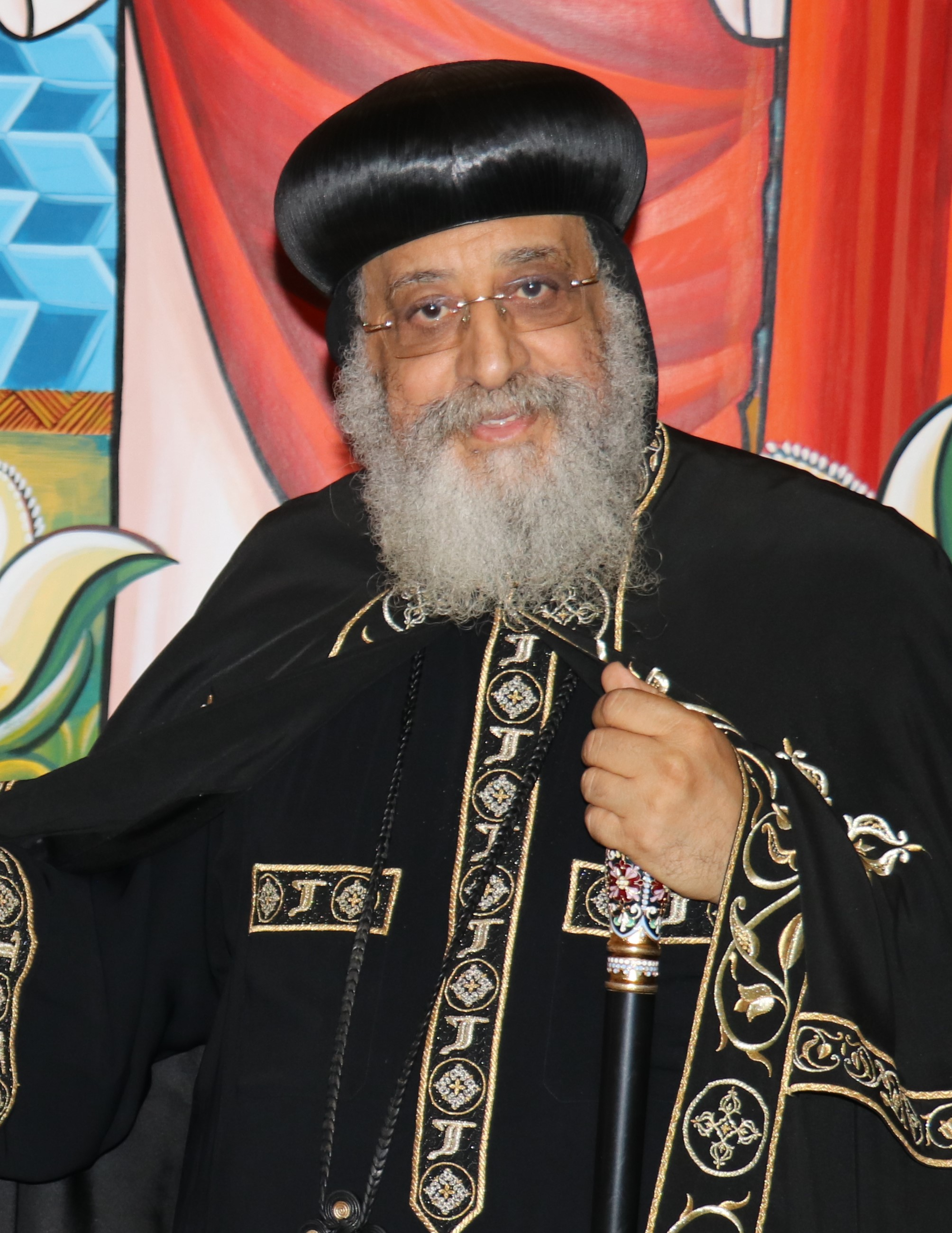
Tawadros II. (* 1952)

- Tawadros, Joseph (* 1983), australischer Musiker und Komponist
- Tawagalawa, Bruder eines Königs von Achijawa
- Tawakalaschwili, Mamuka, georgischer Dichter, Kalligraph und Kunstmaler
- Tawan Huntumlay (* 1995), thailändischer Fußballspieler
- Tawan Khotrsupho (* 2000), thailändischer Fußballspieler
- Tawan Sripan (* 1971), thailändischer Fußballspieler und -trainer
- Tawananna, hethitische Großkönigin
- Tawara, Kuniichi (1872–1958), japanischer Metallurg
- Tawara, Machi (* 1962), japanische Lyrikerin und Übersetzerin
- Tawara, Nobuyuki (* 1964), japanischer Bahnradsportler
- Tawara, Sunao (1873–1952), japanischer Pathologe
- Tawara, Yoshizumi (1855–1935), japanischer Pharmakologe
- Tawaratsumida, Kota (* 2004), japanischer Fußballspieler
- Tawaraya Sōtatsu, japanischer Maler
- Tawaststjerna, Erik T. (* 1951), finnischer Pianist und Hochschullehrer
- Tawaststjerna, Erik Werner (1916–1993), finnischer Musikwissenschaftler und Pianist
- Tawatchai Kuammungkun (* 1997), thailändischer Fußballspieler
- Tawatha, Taleb (* 1992), israelisch-sudanesischer Fußballspieler

### Tawc
- Tawchelidse, Albert (1930–2010), georgisch-sowjetischer Physiker und Hochschullehrer

### Tawe
- Taweel, Ameera bint Aidan bin Nayef (* 1983), saudi-arabische Philanthropin und ehemalige Prinzessin
- Tawes, J. Millard (1894–1979), US-amerikanischer Politiker, Gouverneur von Maryland

### Tawf
- Tawfik, Dan (1955–2021), israelischer Biochemiker
- Tawfiq (1852–1892), Khedive von Ägypten (1879–1892)
- Tawfiq, Hisham (* 1970), US-amerikanischer Schauspieler

### Tawh
- Tawhai, Merryn, neuseeländische Physikerin, Bioingenieurin und Hochschullehrerin
- Tāwhiao († 1894), zweiter König der Māori in Neuseeland

### Tawi
- Tawiah, Michael (* 1990), ghanaischer Fußballspieler
- Tawil, Adel (* 1978), deutscher Pop-SängerAdel Tawil (* 1978)

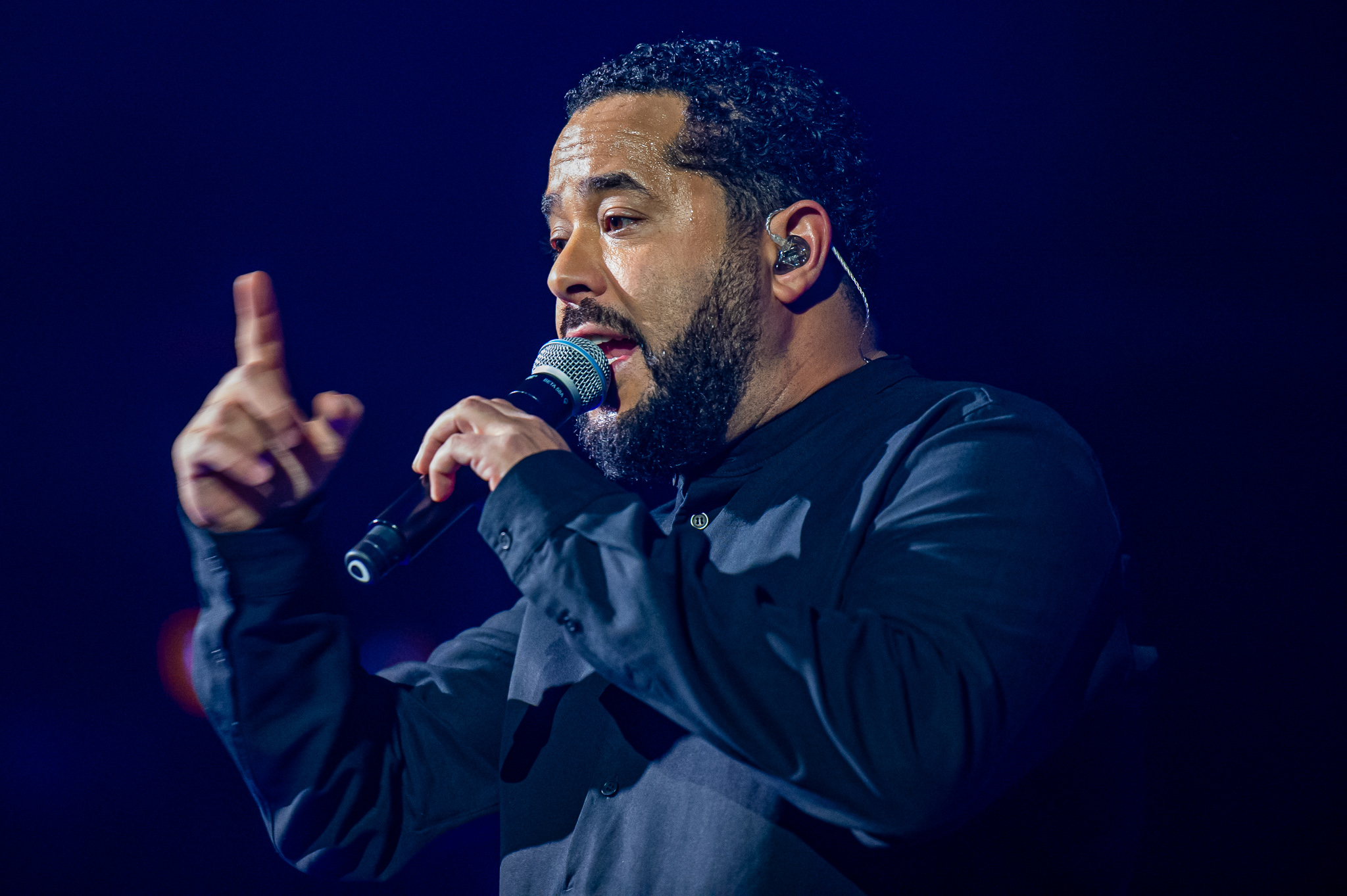
Adel Tawil (* 1978)

- Tawil, Jasmin (* 1982), deutsche Schauspielerin
- Tawil, Joseph Elias (1913–1999), syrischer Erzbischof von Newton (USA)
- Tawil, Suha at- (* 1963), Ehefrau des palästinensischen Präsidenten Jassir Arafat
- Tawin Butsombat (* 1987), thailändischer Fußballspieler
- Tawiow, Israel Chaim (1858–1920), hebräischsprachiger Autor und Übersetzer
- Tawit Boonperm (* 1987), thailändischer Fußballspieler

### Tawk
- Tawk, Anthony (* 1999), libanesischer Skilangläufer
- Tawk, Samer (* 1998), libanesischer Skilangläufer

### Tawn
- Tawney, James Albertus (1855–1919), US-amerikanischer Politiker
- Tawney, Lenore (1907–2007), US-amerikanische Textilkünstlerin
- Tawney, R. H. (1880–1962), britischer Historiker und Sozialkritiker

### Tawo
- Tawoncharoen, Jutamass (* 1981), thailändische Leichtathletin

### Tawu
- Tawus, Jakob ben Josef, persischer Bibelübersetzer